# Joseph-Henri Rosny aîné
Joseph-Henri Rosny Ainé este pseudonimul lui Joseph Henri Honoré Boex (n. 17 februarie 1856, Brussel, Comunitatea Francofonă din Belgia⁠(d), Belgia – d. 15 februarie 1940, Paris, Franța), un autor francez de origine belgiană care este considerat unul dintre întemeietorii literaturii științifico-fantastice moderne. Este autorul primei nuvele SF moderne Xipehuzii (Les Xipehuz) (1887) (apărută în nr. 234 al Colecției de „Povestiri științifico-fantastice”).

## Lucrări
- Les Xipéhuz (1887)
- Scènes préhistoriques (1888)
- Les Corneilles (1888)
- Tornadres (1888, retipărită în 1896 sub titlul Le Cataclysme) Gallica[nefuncțională – arhivă]
- La Légende sceptique (1889)
- Vamireh (1892)
- Eyrimah (1893)
- Nymphée (1893)
- Un autre monde (1895)
- Les Profondeurs de Kyamo (1896)
- La fauve (1899)
- L'Epave (1903)
- La Guerre du feu, roman des âges farouches (1909, în foileton — 1911 în volum)
- Le Trésor dans la Neige (1910)
- La Vague rouge (1910)
- La Mort de la Terre (1910)
- La Force mystérieuse (1913)
- L'Aube du Futur (1917)
- L'Énigme de Givreuse (1917)
- Le Félin géant (1918)
- La Jeune Vampire (1920)
- La Grande Énigme (1920)
- La Comtesse Ghislaine (1920)
- L'Étonnant Voyage d'Hareton Ironcastle (1922)
- Les Autres Vies, les Autres Mondes (1924)
- L'Assassin surnaturel (1924)
- Les Navigateurs de l'infini (1925)
- La Terre noire (1925)
- Le Trésor lointain (1926)
- La Femme Disparue (1926)
- Carillons et sirènes du Nord (1928)
- Les Conquérants du Feu (1929)
- Les Hommes-Sangliers (1929)
- Helgvor du Fleuve Bleu (1929)
- Au Château des Loups Rouges (1929)
- L'Initiation de Diane (1930)
- Tabubu (1932)
- Ambor Le Loup (1932)
- La Sauvage Aventure (1932)
- Les Compagnons de l'Univers (1934)
- Le Vampire de Bethnal Green (1935)

## Traduceri în română
- Xipehuzii
- Navigatorii infinitului
- Prizoniera oamenilor mistreți
- Lupta pentru foc
- Moartea Terrei
- Leul uriaș
- Uimitoarea călătorie a lui Hareton Ironcastle